# Александър Севастянов
Александър Никитич Севастянов (на руски: Александр Никитич Севастьянов) е руски политик, общественик и писател. Бивш съпредседател на Национално-суверенната партия на Русия.

## Биография
Александър Севастянов е роден на 11 април 1954 година в град Москва. През 1977 година завършва Филологическия факултет на Московския държавен университет, а през 1983 година получава аспирантура във Факултета по журналистика.
На 24 февруари 2002 година е сред учредителите на Национално-суверенната партия на Русия и е избран за неин съпредседател. Става един от организаторите на Руски марш. През 2004 година публикува списък на „неприятелите на руския народ“, в който включва журналисти, политици и общественици.